# Sonoma

Flagge der Republik Kalifornien

Sonoma [səˈnoʊmə] ist eine Stadt im Sonoma County im US-Bundesstaat Kalifornien mit 10.739 Einwohnern (Stand: April 2020).
Die Stadt liegt nördlich der Bucht von San Pablo. Das Stadtgebiet hat eine Größe von 6,9 Quadratkilometern. Vom 14. Juni bis zum 9. Juli 1846 war die Stadt Hauptstadt der Republik Kalifornien.
Sonoma gehört als eine von drei US-amerikanischen Städten der internationalen Bewegung Cittàslow an, die sich die Verbesserung der Lebensqualität in Städten zum Ziel gesetzt hat.

## Geschichte

### Besiedlung
Die Gegend von Sonoma war ursprünglich das Siedlungsgebiet der Miwok, der Pomo und der Wintun. Noch heute leben viele indigene Amerikaner in der Gegend, obwohl seither sechs Staaten über dem Ort errichtet wurden. Das Dorf Sonoma entstand aus der Mission San Francisco Solano, die 1823 als letzte und nördlichste der spanischen Missionen in Kalifornien von Pater Joseph Altimira gegründet wurde. Es war damit das Nordende von El Camino Real, der Handelsstraße zwischen den Missionen von San Diego entlang der Küste bis Sonoma. Kurz nach der Gründung wurde sie, wie viele andere Missionen, säkularisiert. Mariano Guadalupe Vallejo errichtete neben der aufgelösten Mission das Presidio von Sonoma.

### Republik Kalifornien
Das Presidio von Sonoma war der Ausgangspunkt der sogenannten Bear Flag Revolt, bei der am 14. Juni 1846 eine eigenständige Republik Kalifornien ausgerufen wurde, weil die weißen Einwanderer in Sonoma mit der mexikanischen Regierung nicht einverstanden waren. Die Republik bestand nur 25 Tage. Ihre Fahne war jedoch das Vorbild der heutigen Flagge Kaliforniens.

## Weinbau
Sonoma gilt als Geburtsort des kalifornischen Weins. Die ersten Reben wurden hier von den Missionaren gezüchtet.

## Sonoma als Filmkulisse
In Sonoma Valley wurden Teile des Films Scream – Schrei! gedreht, nämlich die Szenen in der Schule und auf der letzten Party. Zudem findet auf dem Sonoma Raceway in Sonoma jährlich ein Rennen des NASCAR Sprint Cup statt.
Auch war hier unter anderem einer der Drehorte für die Serie Falcon Crest. Die City Hall war dort das Gefängnis.

## Städtepartnerschaften
Sonoma ist Partnerstadt von
| - Penglai, China - Assuan, Ägypten - Tokaj, Ungarn | - Greve in Chianti, Italien - Pátzcuaro, Mexiko - Kaniw, Ukraine |

## Persönlichkeiten
- Ágoston Haraszthy (1812–1869), ungarischer Pionier des Weinbaus in Nordamerika, gründete in Sonoma das Weingut Buena Vista Winery
- Joseph Hooker (1814–1879), Generalmajor der Unionsarmee im Amerikanischen Bürgerkrieg, ließ sich 1853 in Sonoma nieder
- Henry Harley Arnold (1886–1950), General, Oberbefehlshaber der United States Army Air Forces, starb in Sonoma
- David Steindl-Rast (* 1926 Wien), Benediktinermönch und spiritueller Lehrer, Mitgründer der Sky Farm in Sonoma
- Tim Schafer (* 1967), Programmierer und Entwickler von Adventure-Spielen, wurde in Sonoma geboren
- Rodrigo Sales (* 1973), Unternehmer und Autorennfahrer
- David Ury (* 1973), Schauspieler und Comedian